# Gand-Wevelgem 1957
 (novembre 2021).
La 19e édition de Gand-Wevelgem a eu lieu le 23 mars 1957. La course est remportée par le Belge Rik Van Looy (Faema) qui parcourt les 207 kilomètres en 5 h 9 min 40 s. C'est la deuxième victoire de Rik Van Looy sur cette course après celle de l'année précédente.
224 coureurs ont pris le départ et 97 ont terminé la course.

## Classement final
| Place | Coureur           | Équipe        | Temps           |
| ----- | ----------------- | ------------- | --------------- |
| 1     | Rik Van Looy      | Faema         | 5 h 09 min 40 s |
| 2     | André Noyelle     | Faema         | m.t.            |
| 3     | Lucien Mathys     | Groene Leeuw  | m.t.            |
| 4     | Ernest Heyvaert   | Carpano-Coppi | m.t.            |
| 5     | Jozef Planckaert  | Peugeot-BP    | m.t.            |
| 6     | Norbert Kerckhove | Faema         | m.t.            |
| 7     | Willy Schroeders  | Faema         | m.t.            |
| 8     | Julien Schepens   | Mercier       | à 50 s          |
| 9     | Joseph Schils     | Faema         | m.t.            |
| 10    | Leon Van Daele    | Faema         | m.t.            |